# Martin Jørgensen (fotograf)
 Der er flere personer med dette navn, se Martin Jørgensen (flertydig).
Martin Jørgensen (født 2. marts 1978 i Valby) er en dansk filmfotograf og entreprenør.

## Tidlige liv og karriere
Han er opvokset i Valby med sine forældre, Jane og Jacob Jørgensen samt en lillesøster og en lillebror. Martin Jørgensens skolegang fandt sted på Ingrid Jespersens Gymnasieskole på Østerbro. Har siden arbejdet for firmaet JJ Film, der fra starten af 1990'erne har produceret næsten alle tv-udsendelserne med den kongelige familie. Martin Jørgensen har gennem flere år arbejdet i sin fars firma, og har blandt andet lavet portrætudsendelsen Mit hjem er mit slot, som blev lavet i anledning af prinsesse Alexandras 40-års fødselsdag samt programmerne Prinsesse Alexandra og verdens børn og Alexandra, prinsesse i tiden.

## Privatliv
Han var gift med Grevinde Alexandra af Frederiksborg. Parret blev viet i Øster Egede Kirke lørdag den 3. marts 2007.
De to lærte hinanden at kende i 1999, og efter prinsesse Alexandras skilsmisse fra prins Joachim blev de kærester. Den 7. februar 2007 blev det offentliggjort, at Martin Jørgensen skulle giftes med prinsesse Alexandra. I september 2015 meddeltes det i en pressemeddelelse at parret skulle skilles.
Han har dannet par med Eva Harlou fra 2015 til efteråret 2019.
Han har en datter (født 1994) fra et tidligere forhold.